# Ed Case

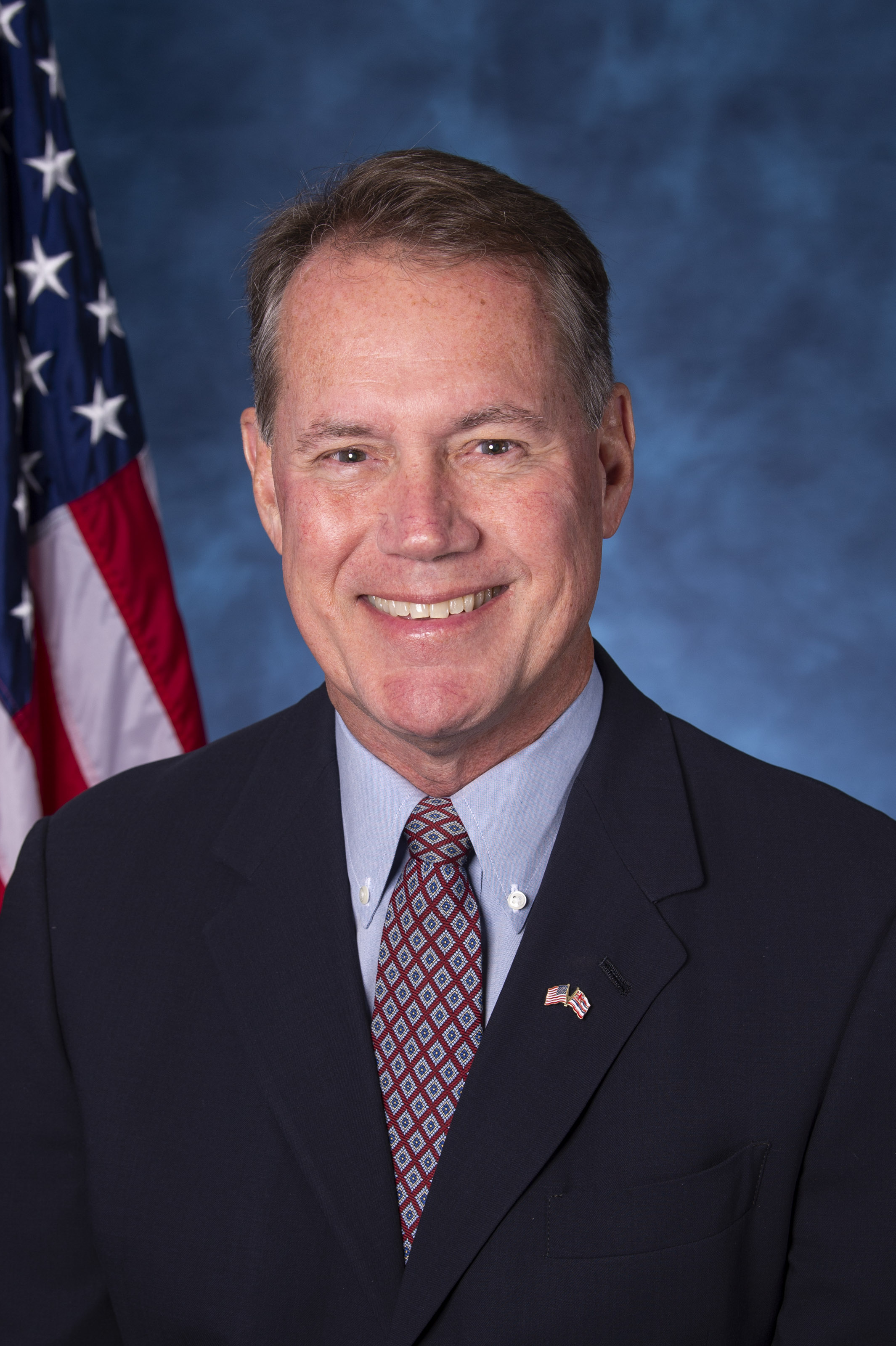
Ed Case (2019)

Edward Espennet „Ed“ Case (* 27. September 1952 in Hilo, Hawaii-Territorium) ist ein US-amerikanischer Politiker der Demokratischen Partei. Zwischen 2002 und 2007 vertrat er den zweiten Distrikt Hawaiis im Repräsentantenhaus der Vereinigten Staaten. Seit 2019 ist der Repräsentant des ersten Distrikts seines Bundesstaats.

## Familie, Ausbildung und Beruf
Ed Case besuchte bis 1970 die Hawaii Preparatory High School in Kamuela. Danach studierte er bis 1975 am Williams College in Williamstown (Massachusetts). Dieses Studium schloss er mit einem Bachelor of Arts ab. Anschließend studierte Case Rechtswissenschaft an der University of California in San Francisco, wo er 1981 den Juris Doctor (J.D.) erlangte. Im selben Jahr wurde er als Rechtsanwalt zugelassen und arbeitete als solcher.
Aus seiner ersten Ehe hat Ed Case zwei Söhne. Seit 2001 ist er mit der Flugbegleiterin, seiner ehemaligen Mitschülerin Audrey Nakamura verheiratet. Er hat insgesamt vier Kinder. Sein Cousin Steve Case ist Unternehmer und Gründer von America Online.

## Politische Laufbahn
Von 1975 bis 1978 arbeitete Case im Stab des Kongressabgeordneten und US-Senators Spark Matsunaga. Von 1994 bis 2002 war er Abgeordneter im Repräsentantenhaus von Hawaii. Dort war er zeitweise Fraktionsvorsitzender der demokratischen Abgeordneten. Im Jahr 2002 scheiterte Ed Case knapp in der Vorwahl seiner Partei für das Amt des Gouverneurs von Hawaii. Nach dem Tod der Kongressabgeordneten Patsy Mink wurde Case als deren Nachfolger im zweiten Kongresswahlbezirk Hawaiis ins Repräsentantenhaus der Vereinigten Staaten gewählt. Dieses Mandat konnte er nach zwei weiteren Wahlsiegen vom 30. November 2002 bis zum 3. Januar 2007 ausüben. Bei der Repräsentantenhauswahl 2006 bewarb er sich nicht erneut, sondern kandidierte erfolglos bei der Wahl zum US-Senat.
Am 29. März 2009 bekundete Case Interesse, bei der Repräsentantenhauswahl 2010 für den freiwerdenden Sitz im ersten Wahlbezirk Hawaiis, den bisher Neil Abercrombie vertrat, anzutreten. Hinter Charles Djou und Colleen Hanabusa belegte er bei der parteiinternen Vorwahl aber nur den dritten Platz.
Bei der Repräsentantenhauswahl 2018 trat Case erneut für den ersten Kongresswahlbezirk Hawaiis an, nachdem er sich am 12. August 2018 in der innerparteilichen Vorwahl der Demokraten mit 40 Prozent in einem breiten Kandidatenfeld durchgesetzt hatte. Die bisherige Mandatsinhaberin Colleen Hanabusa trat nicht wieder an. Bei der Hauptwahl im November 2018 traf er auf den Republikaner Cam Cavasso, der früher dem Repräsentantenhaus von Hawaii angehört hatte. Case gewann die Wahl mit 73,2 zu 23 Prozent der Stimmen.
Die Primary (Vorwahl) seiner Partei für die Wahl 2022 am 13. August gewann er mit über 84 % gegen Sergio Alcubilla deutlich. Er trat am 8. November 2022 gegen Conrad Kress von der Republikanischen Partei an. Er entschied die Wahl mit über 67,2 % der Stimmen ebenfalls deutlich für sich. 2024 setzte er sich gegen Patrick Largey mit 92 % in der Vorwahl durch und setzte sich in der Hauptwahl mit 71,8 % gegen den Republikaner Patrick Largey durch. Er ist dadurch auch im Repräsentantenhaus des 119. Kongresses vertreten.[veraltet]

### Ausschüsse
Case ist aktuell Mitglied in folgenden Ausschüssen des Repräsentantenhauses:
- Committee on Appropriations
  - Defense
  - Homeland Security
- Committee on Natural Resources
  - Indian and Insular Affairs
  - Oversight and Investigations
  - Water, Wildlife and Fisheries

Case ist außerdem Mitglied in der Blue Dog Coalition und der New Democrat Coalition sowie in 42 weiteren Caucuses.